# Łysanki
Łysanki – wybitny reglowy masyw w Tatrach Zachodnich, wznoszący się pomiędzy Doliną Strążyską a Doliną Małej Łąki. Najwyższy szczyt, również o nazwie Łysanki, ma wysokość 1447 m (na niektórych mapach podawane 1445 m).

## Topografia
Od południowej strony masyw Łysanek od Grzybowca oddzielony jest Przełęczą w Grzybowcu (1310 m). W północnym natomiast kierunku tworzy dwa grzbiety, które niżej znów rozgałęziają się (każdy na dwa grzbiety). Łącznie więc w dolnej części Łysanek znajdują się cztery grzbiety, pomiędzy którymi znajdują się 3 doliny. W kierunku od zachodu na wschód są to następujące grzbiety i dolinki:
- północno-zachodni grzbiet Łysanek,
- Mały Żlebek,
- Pośredni Wierszyk,
- Dolina za Bramką,
- Samkowy Grzbiet,
- Suchy Żleb,
- północno-wschodni grzbiet Łysanek.

Od grzbietu północno-zachodniego nieco poniżej szczytu Łysanek odgałęzia się w północnym kierunku boczny grzbiet Pośredniego Wierszyka, oddzielający Dolinę za Bramką od Małego Żlebka. Grzbiet północno-wschodni opada do Samkowego Zwornika (1316 m) i oddziela Dolinę Grzybowiecką (górne odgałęzienie Doliny Strążyskiej) od Doliny za Bramką. W Samkowym Zworniku odgałęzia się w północnym kierunku Samkowy Grzbiet oddzielający Suchy Żleb od Doliny za Bramką.

## Opis masywu Łysanek

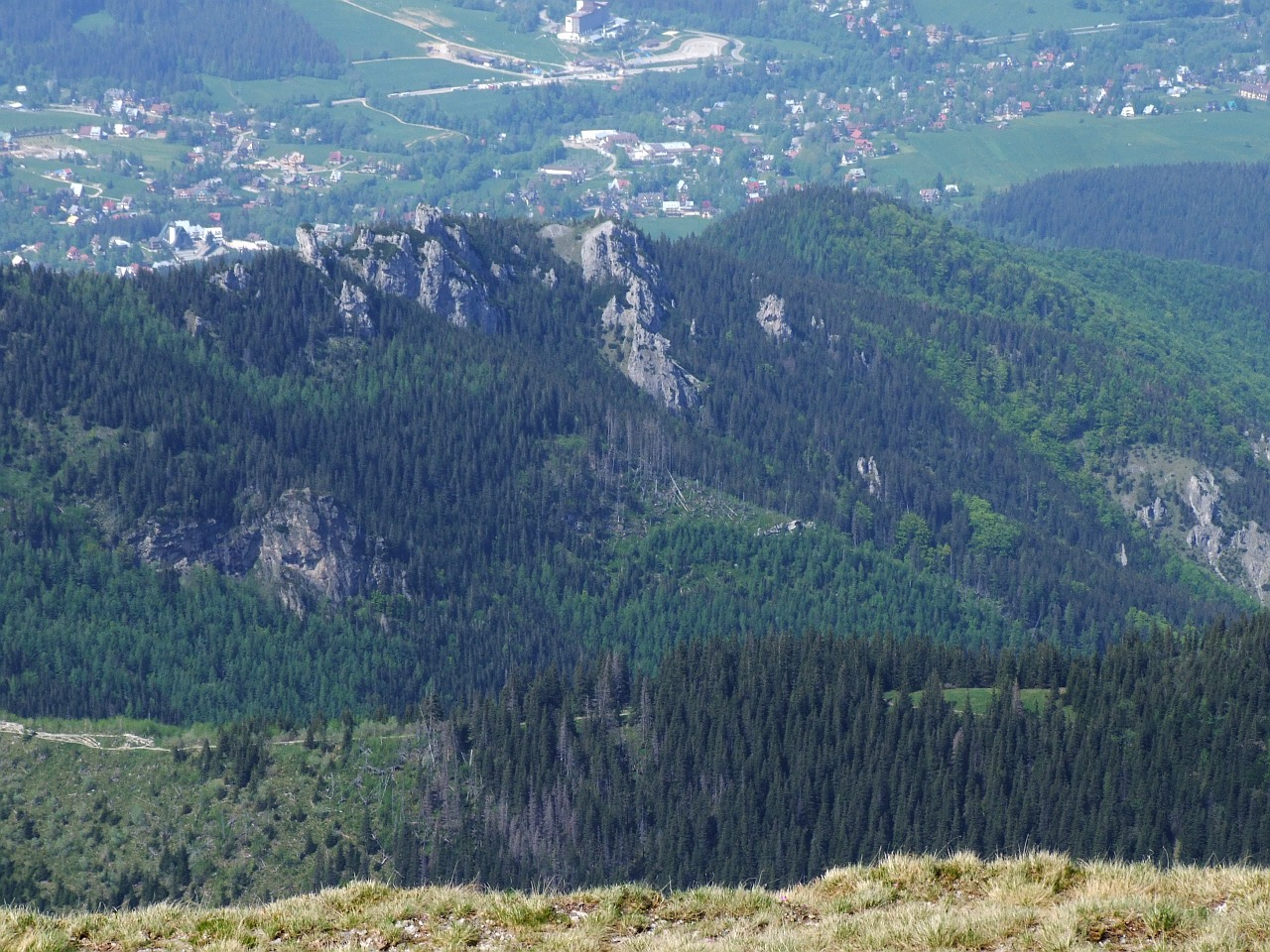
Północno-wschodni grzbiet Łysanek i Dolina Strążyska

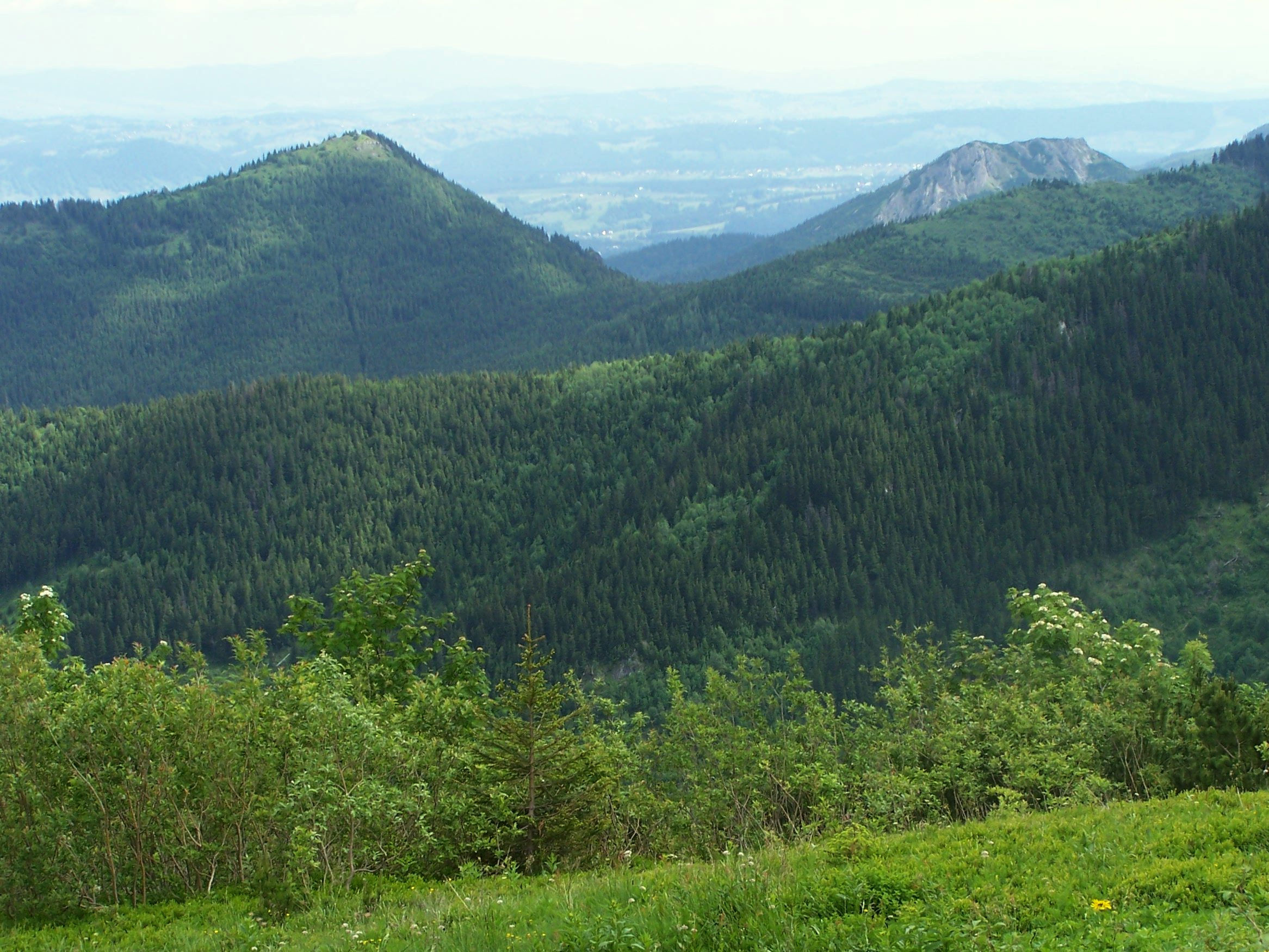
Z lewej strony Łysanki, w głębi Sarnia Skała

Cały masyw zbudowany jest z dolomitów i wapieni. Jest to dobrze wyodrębnione wzniesienie reglowe, niemal całkowicie zarośnięte lasem, ale występują też formy skałkowe. W północno-wschodnim grzbiecie znajdują się skały Jatki, zaś na opadających do Doliny Strążyskiej stokach tego grzbietu znajduje się wiele pojedynczych turni i turniczek, najbardziej znane z nich to: Kiernia, Skała Jelinka, Kominy Strążyskie, Kapelusze i Czarna Turnia. W grani Pośrednego Wierszyka znajduje się cały las turni zwanych Jasiowymi Turniami, W wielu tych skałach wspinali się taternicy i poprowadzono w nich wiele, przeważnie trudnych dróg wspinaczkowych. W partiach szczytowych istnieją jeszcze niewielkie niezalesione obszary, na których las nie zdążył się jeszcze odtworzyć po wielkich spustoszeniach, jakich dokonał huragan w 1968 r.
W masywie znajduje się kilkanaście niewielkich jaskiń, m.in.: Komora w Jatkach, Nisza w Jatkach, Tunel w Jatkach, Jaskinia w Jatkach, Kominek w Jatkach, Dziurawa Nisza w Jatkach, Dziura w Czarnej Turni I, Dziura w Czarnej Turni II, Dziura w Czarnej Turni III i Dziura w Czarnej Turni IV.
W początkach turystyki tatrzańskiej Łysanki dzięki swojej bliskości od Zakopanego były dość popularne. W 1898 r. Towarzystwo Tatrzańskie wykonało na ich szczyt ścieżkę turystyczną. Obecnie masyw Łysanek włączony został w obszar ochrony ścisłej Regle Zakopiańskie i jest niedostępny dla turystów i taterników. Możliwe jest jedynie wejście zielonym szlakiem do Doliny za Bramką.
W niektórych miejscach dość dobrze zachowały się pierwotna buczyna karpacka. Z rzadkich roślin znaleziono na Łysankach stanowiska storzana bezlistnego i szaroty Hoppego.